# Pseudaplemonus limonii limoniastri
Pseudaplemonus limonii limoniastri é uma subespécie de insetos coleópteros polífagos pertencente à família Apionidae.
A autoridade científica da subespécie é Flach, tendo sido descrita no ano de 1908.
Trata-se de uma subespécie presente no território português.